# 백악관 재건축

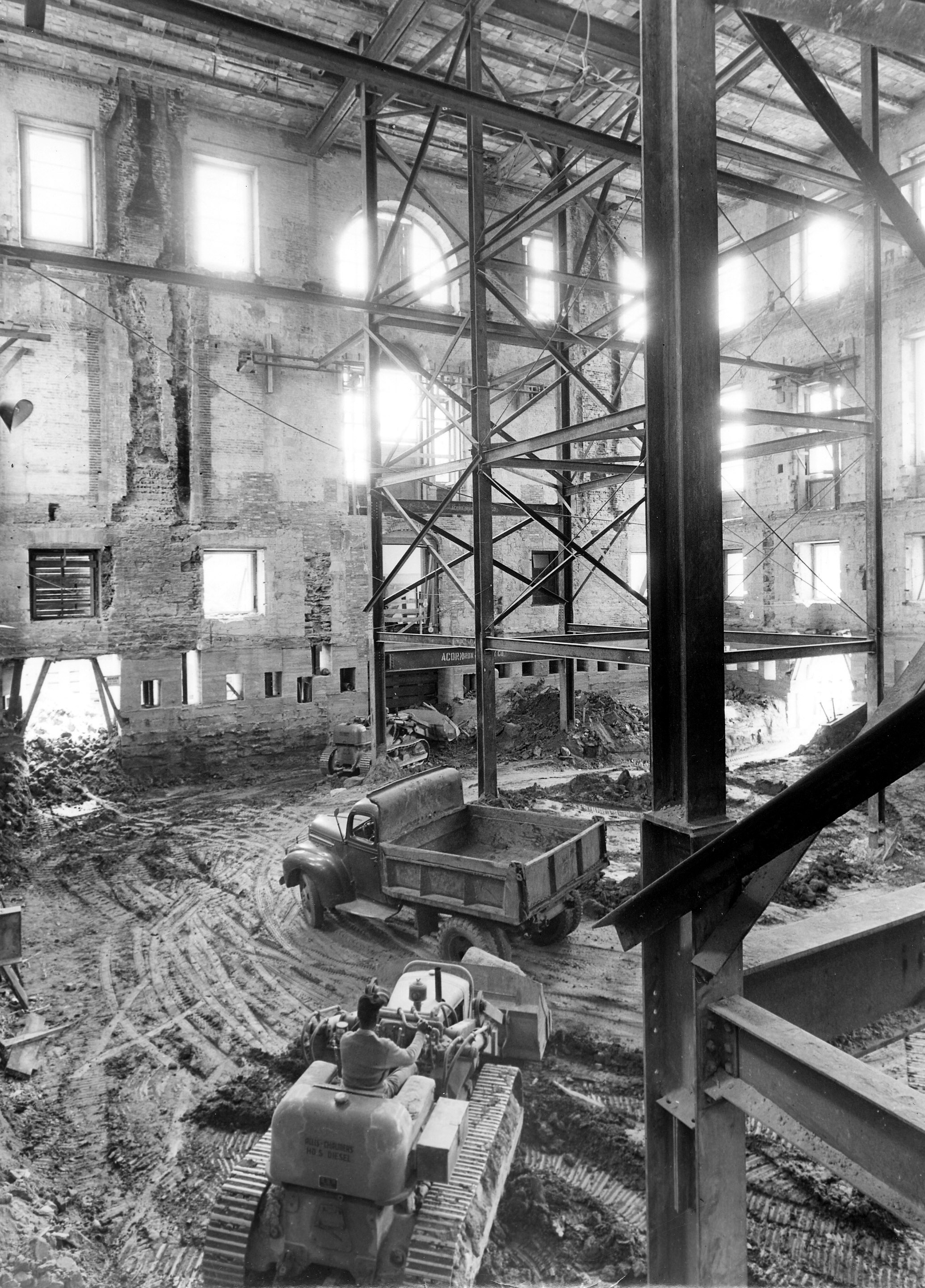
1950년 5월의 백악관 내부 모습

백악관 재건축(White House Reconstruction), 백악관 재건, 트루먼 재건(Truman Reconstruction)은 1949년부터 1952년까지 백악관 내부를 종합적으로 해체하고 재건축한 일이다. 150년에 걸친 전쟁 중 파괴와 재건, 서둘러 개조하고 새로운 서비스와 기술을 추가했다. 추가된 3층과 부적절한 기초로 인해 백악관 단지의 행정관 부분이 거의 붕괴될 뻔했다.
1948년 건축 및 공학 조사 결과 이곳이 거주하기에 안전하지 않은 것으로 간주되었다. 해리 S. 트루먼 대통령과 그의 가족, 그리고 관저 직원 전체가 길 건너 블레어 하우스로 이전되었다. 3년 넘게 백악관은 철거되고 확장되고 재건되었다.